# دوچرخه‌سواری در المپیک تابستانی ۲۰۲۴
دوچرخه‌سواری یکی از ورزش‌های المپیک تابستانی ۲۰۲۴ است که از ۲۷ ژوئیه تا ۱۱ اوت برگزار شده است.
این مسابقات در پنج ماده جاده، پیست، کوهستان و بی‌ام‌اکس رقابتی و بی‌ام‌ایکس نمایشی انجام شده.

## نتایج

### جدول مدال‌ها
*   کشور میزبان (فرانسه)
| رتبه           | NOC                 | طلا | نقره | برنز | مجموع |
| -------------- | ------------------- | --- | ---- | ---- | ----- |
| ۱              | فرانسه*             | ۳   | ۳    | ۳    | ۹     |
| ۲              | هلند                | ۳   | ۳    | ۱    | ۷     |
| ۳              | استرالیا            | ۳   | ۲    | ۳    | ۸     |
| ۴              | ایالات متحده آمریکا | ۳   | ۲    | ۱    | ۶     |
| ۵              | بریتانیای کبیر      | ۲   | ۵    | ۴    | ۱۱    |
| ۶              | نیوزیلند            | ۲   | ۲    | ۱    | ۵     |
| ۷              | بلژیک               | ۲   | ۰    | ۳    | ۵     |
| ۸              | ایتالیا             | ۱   | ۲    | ۱    | ۴     |
| ۹              | پرتغال              | ۱   | ۱    | ۰    | ۲     |
| ۱۰             | آرژانتین            | ۱   | ۰    | ۰    | ۱     |
| ۱۰             | چین                 | ۱   | ۰    | ۰    | ۱     |
| ۱۲             | آلمان               | ۰   | ۱    | ۱    | ۲     |
| ۱۳             | لهستان              | ۰   | ۱    | ۰    | ۱     |
| ۱۴             | آفریقای جنوبی       | ۰   | ۰    | ۱    | ۱     |
| ۱۴             | دانمارک             | ۰   | ۰    | ۱    | ۱     |
| ۱۴             | سوئد                | ۰   | ۰    | ۱    | ۱     |
| ۱۴             | سوئیس               | ۰   | ۰    | ۱    | ۱     |
| مجموع (۱۷ NOC) | مجموع (۱۷ NOC)      | ۲۲  | ۲۲   | ۲۲   | ۶۶    |

### جاده
| رویداد           | طلا                                | نقره                         | برنز                               |
| رقابت جاده مردان | رمکو اونپول · بلژیک                | والنتین مدواس · فرانسه       | کریستف لاپورت · فرانسه             |
| تایم تریل مردان  | رمکو اونپول · بلژیک                | فیلیپو گانا · ایتالیا        | واوت فان آرت · بلژیک               |
| رقابت جاده زنان  | کریستن فوکنر · ایالات متحده آمریکا | ماریانه ووش · هلند           | لوته کوپکی · بلژیک                 |
| تایم تریل زنان   | گریس براون · استرالیا              | آنا هندرسون · بریتانیای کبیر | کلوئی دایگرت · ایالات متحده آمریکا |

### پیست

#### مردان
| رویداد       | طلا                                                              | نقره                                                                | برنز                                                                   |
| اسپرینت      | هری لاورایسن · هلند                                              | متیو ریچاردسون · استرالیا                                           | جک کارلین · بریتانیای کبیر                                             |
| اسپرینت تیمی | هلند · روی فان در برخ · هری لاورایسن · جفری هوخلاند              | بریتانیای کبیر · اد لو · هیمیش ترنبول · جک کارلین                   | استرالیا · لی هافمن · متیو ریچاردسون · متیو گلیتز                      |
| کیرین        | هری لاورایسن · هلند                                              | متیو ریچاردسون · استرالیا                                           | متیو گلیتز · استرالیا                                                  |
| مدیسون       | پرتغال · یوری لیتائو · روی اولیویرا                              | ایتالیا · سیمون کونسونی · الیا ویوانی                               | دانمارک · نیکلاس لارسن · میکل مارکیو                                   |
| اومنیوم      | بنژمن توما · فرانسه                                              | یوری لیتائو · پرتغال                                                | فابیو فن دن بوسه · بلژیک                                               |
| تعقیبی تیمی  | استرالیا · اولیور بلدین · سام ولسفورد · کانر لیهی · کلند اوبراین | بریتانیای کبیر · ایتن هیتر · دنیل بیگم · چارلی تنفیلد · ایتان ورنون | ایتالیا · سیمون کونسونی · فیلیپو گانا · فرانچسکو لامون · جوناتان میلان |

#### زنان
| رویداد       | طلا                                                                            | نقره                                                             | برنز                                                                |
| اسپرینت      | الس اندروز · نیوزیلند                                                          | لیا فردریش · آلمان                                               | اما فینوکن · بریتانیای کبیر                                         |
| اسپرینت تیمی | بریتانیای کبیر · کیتی مارچانت · سوفی کیپول · اما فینوکن                        | نیوزیلند · ربکا پچ · شان فولتن · الس اندروز                      | آلمان · پولینه گرابوش · اما هینتسه · لیا فردریش                     |
| کیرین        | الس اندروز · نیوزیلند                                                          | هتی فن ده واو · هلند                                             | اما فینوکن · بریتانیای کبیر                                         |
| مدیسون       | ایتالیا · کلر کانسونی · ویتوریا گواتزینی                                       | بریتانیای کبیر · النور بارکر · نئا اونز                          | هلند · مایکه ون د دوین · لیسا فن بل                                 |
| اومنیوم      | جنیفر ولنته · ایالات متحده آمریکا                                              | داریا پیکولیک · لهستان                                           | الی وولستن · نیوزیلند                                               |
| اسپرینت تیمی | ایالات متحده آمریکا · جنیفر ولنته · لیلی ویلیامز · کلوئی دایگرت · کریستن فوکنر | نیوزیلند · الی وولستن · برایونی بوتا · امیلی شیرمن · نیکول شیلدز | بریتانیای کبیر · النور بارکر · جوسی نایت · آنا موریس · جسیکا رابرتز |

### کوهستان
| رویداد | طلا                         | نقره                           | برنز                       |
| مردان  | تام پیدکوک · بریتانیای کبیر | ویکتور کورتزکی · فرانسه        | الن هاترلی · آفریقای جنوبی |
| زنان   | پولین فران-پروو · فرانسه    | هیلی بتن · ایالات متحده آمریکا | ینی ریسودس · سوئد          |

### بی‌ام‌اکس
| رویداد       | طلا                        | نقره                             | برنز                   |
| رقابت مردان  | ژوریس دوده · فرانسه        | سیلون آندره · فرانسه             | روما میو · فرانسه      |
| رقابت زنان   | سایا ساکاکیبارا · استرالیا | منون فنسترا · هلند               | زوئی کلسنس · سوئیس     |
| نمایشی مردان | خوسه تورس · آرژانتین       | کیرن رایلی · بریتانیای کبیر      | آنتونی ژانژان · فرانسه |
| نمایشی زنان  | دنگ یاون · چین             | پریس بنگاس · ایالات متحده آمریکا | ناتالیا دیم · استرالیا |